# Bayard (Iowa)
Bayard – miasto w Stanach Zjednoczonych, w stanie Iowa, w hrabstwie Guthrie.

## Demografia
Zgodnie ze spisem statystycznym z 2000, miasto liczyło 536 mieszkańców. W 2023 liczba mieszkańców spadła do 404 osób, a gęstość zaludnienia poniżej 337 osób/km².